# Emílio Garrastazu Médici

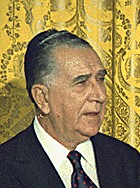
Emílio Garrastazu Médici

Emílio Garrastazu Médici, född 4 december 1905 i Bagé i Rio Grande do Sul, död 9 oktober 1985 i Rio de Janeiro, var en brasiliansk general.

## Biografi
Médici var sonson till en italiensk invandrare på faderns sida och modern hade baskiska anor. På 1920-talet gick han in i armén där han karriär ledde honom till en generalsgrad 1961.
Médici var Brasiliens president 1969-1974. Han efterträdde Costa e Silva, och efterträddes själv av Ernesto Geisel. Hans karaktäristiskt konservativa styre markerade toppen av militärdiktaturen i Brasilien, som tveklöst var den mest repressiva av Brasiliens militärregimer.